# Aéroport de Bari
Aeroporto di Bari-Palese
L'aéroport de Bari (code IATA : BRI • code OACI : LIBD), encore appelé aéroport Bari-Palese Macchie ou aéroport Karol Wojtyła, est le plus grand aéroport de la région des Pouilles, en Italie. Il est situé à 9 km au nord-ouest de Bari.

## Situation

### Carte des aéroports en Italie
| \| 100 km1:7 506 000 \| Abruzzes Alghero Ancône Bari Bergame Bologne Bolzano Brescia Brindisi Cagliari Catane Comiso Grosseto Coni Elbe Florence Foggia Gênes Lamezia Terme Lampedusa Milan L. Milan M. Naples Olbia Palerme Pantelleria Parme Pérouse Pise Reggio de Calabre Rimini Rome C. Rome F. Salerne Trapani Trévise Trieste Turin Venise Vérone |
| 100 km1:7 506 000 |

## Statistiques
L’aéroport a accueilli 3 725 629 passagers en 2011.
Pour des raisons techniques, il est temporairement impossible d'afficher le graphique qui aurait dû être présenté ici.

Voir la requête brute et les sources sur Wikidata.

### Zoom sur l'impact du covid de 2019-2020
Pour des raisons techniques, il est temporairement impossible d'afficher le graphique qui aurait dû être présenté ici.

Voir la requête brute et les sources sur Wikidata.

## Compagnies aériennes et destinations
Les destinations de vol les plus populaires au départ de Bari sont Rome, Milan et Turin.
| Compagnies            | Destinations |
| --------------------- | --- |
| Aegean Airlines       | En saison: Athènes E.-Venizélos |
| AeroItalia            | Florence-Peretola |
| Air Cairo             | Charm el-Cheikh |
| Air Dolomiti          | Munich-F. J. Strauß |
| Air France            | En saison : Paris-Charles de Gaulle |
| Air Serbia            | En saison: Belgrade-Nikola-Tesla |
| Albawings             | Tirana |
| Austrian Airlines     | En saison : Vienne-Schwechat |
| British Airways       | En saison : Londres-Gatwick |
| easyJet               | Londres-Gatwick, Milan-Malpensa En saison : Bâle-Mulhouse, Nantes-Atlantique, Nice-Côte d'Azur, Paris-Charles de Gaulle |
| edelweiss Air         | En saison: Zurich |
| Eurowings             | En saison: Cologne/Bonn-K. Adenauer, Düsseldorf, Hambourg-H.-Schmidt, Stuttgart |
| Eurowings Discover    | En saison: Francfort |
| Iberia                | En saison : Madrid-Barajas |
| ITA Airways           | Milan-Linate, Rome Léonard-de-Vinci/Fiumicino |
| Lufthansa             | Francfort |
| Luxair                | En saison : Luxembourg-Findel |
| Norwegian Air Shuttle | En saison: Oslo-Gardermoen |
| Ryanair               | - Alghero-Fertilia, - Bergame-Orio al Serio, - Berlin-Brandebourg, - Budapest-Ferenc Liszt, - Cagliari, - Catane-Fontanarossa, - Charleroi Bruxelles-Sud, - Gênes-Christophe-Colomb, - Karlsruhe/Baden-Baden, - Kaunas, - Cracovie-Jean-Paul II, - Londres-Stansted, - Maastricht-Aix-la-Chapelle, - Madrid-Barajas, - Malte, - Milan-Malpensa, - Palerme Falcone-Borsellino, - Paris-Beauvais, - Pise-Galileo Galilei, - Porto-F. Sá-Carneiro, - Prague-Václav-Havel, - Rome Léonard-de-Vinci/Fiumicino, - Séville-San Pablo, - Sofia-Vrajdebna, - Tel Aviv - Ben Gourion, - Trieste/Frioul, - Turin S.-Pertini (Caselle), - Valence, - Venise - Marco Polo, - Vérone - Villafranca, - Varsovie-Modlin (Mazovie), - Vienne-Schwechat, - Weeze En saison : - Alicante-Elche, - Billund, - Dublin, - Édimbourg, - Ibiza, - Marseille-Provence, - Nuremberg-A. Dürer, - Poznań (Posnanie)-H. Wieniawski, - Skiathos-A. Papadiamándis, - Toulouse-Blagnac |
| Scandinavian Airlines | En saison: Copenhague-Kastrup |
| Transavia             | Amsterdam |
| Transavia France      | En saison: Paris-Orly |
| Turkish Airlines      | Istanbul |
| Volotea               | En saison: - Athènes E.-Venizélos, - Florence-Peretola, - Héraklion-N. Kazantzákis, - Lyon-Saint-Exupéry, - Mykonos, - Santorin, - Skiathos-A. Papadiamándis, - Toulouse-Blagnac, - Zante D.-Solomós |
| Vueling               | Barcelone-El Prat, Paris-Orly |
| Wizz Air              | - Bucarest-H. Coandă, - Budapest-Ferenc Liszt, - Cluj-Napoca, - Iași, - Londres-Gatwick, - Milan-Linate, - Prague-Václav-Havel, - Sofia-Vrajdebna, - Tel Aviv - Ben Gourion, - Timişoara-T. Vuia, - Tirana, - Trévise-Sant'Angelo, - Turin S.-Pertini (Caselle), - Varsovie-Chopin, - Venise - Marco Polo, - Vérone - Villafranca En saison: - Abou Dabi, - Corfou-I. Kapodístrias, - Dubaï, - La Canée I.-Daskaloyánnis, - Mykonos, - Olbia-Costa Smeralda, - Skiathos-A. Papadiamándis, - Wrocław-N. Copernic |

Édité le 18/05/2019  Actualisé le 06/01/2023

## Source
- (it) Cet article est partiellement ou en totalité issu de l’article de Wikipédia en italien intitulé « Aeroporto di Bari-Palese » (voir la liste des auteurs).

1. ↑  Car Location de voiture - Bari, Aéroport de Bari (BRI) Discovercarhire. 16.11.2018.
2. ↑  Jim Liu, « Air France expands En saison  routes from Paris CDG in 3Q18 », sur Routes Online, 5 février 2018